# Estação Davisville
Davisville é uma estação da linha Yonge-University-Spadina do sistema de metrô de Toronto, Ontário, Canadá. Está situada na 1900 Yonge Street em Chaplin Crescent/Avenida Davisville. A estação foi inaugurada em 1954.
Consiste em uma estação ao ar livre logo abaixo do nível terreno, com coberturas separadas sobre cada plataforma.

## Infraestrutura do metrô nos arredores
A estação é construída acima do chão e adjacente ao Pátrio Metroviário de Davisville, visível por trens e plataformas. A estação possui uma terceira plataforma semiativa do lado do pátio – a chamada Davisville Buildup –, que pode ser usado por trens que entram ou saem do pátio em serviço ou como rota alternativa caso uma das linhas seja bloqueada.
A linha continua em corte aberto nas duas direções: ao norte até Berwick Portal, logo antes da estação de Eglinton; e ao sul até Muir Portal, aproximadamente metade do caminho à estação de St. Clair, a partir de onde ela continua em túnel.

## Pontos de referência próximos
Entre os pontos de referência próximos, estão o Cemitério Mount Pleasant, o campus do Colégio Upper Canada, e o escritório da filial administrativa do Comitê de Transportes de Toronto, o Edifício Wm. C. McBrien Building. As plataformas de ônibus da estação estão localizadas na superfície ao trecho oeste do edifício, enquanto que a plataforma norte do metrô fica encostada ao muro oeste do edifício.
O antigo corredor de trem da Linha do Cinturão Ferroviário Nacional do Canadá passa por cima das pistas do metrô ao sul da estação. O corredor foi convertido em uma passagem para pedestres, oficialmente chamado Kay Gardner Beltine Park.

## Conexões superficiais
- 11 Bayview – todas as divisões servem o Hospital Sunnybrook
- 14 Glencairn
- 28 Davisville – serviço de sábado segue até Evergreen Brick Works
- 97 Yonge